# Olga Konstantinovna Romanovová
Olga Konstantinovna Romanovová (řecky:  Όλγα; 3. září 1851, Pavlovsk – 18. června 1926, Pau) byla jako manželka krále Jiřího I. řecká královna. V roce 1920 byla krátce řeckou regentkou.
Byla členkou dynastie Romanovců, nejstarší dcerou velkoknížete Konstantina Nikolajeviče a jeho manželky, princezny Alexandry Sasko-Altenburské. Dětství strávila v Petrohradě, v Polsku a na Krymu a v roce 1867 se ve věku šestnácti let provdala za krále Jiřího I. Řeckého. Nejprve se v Řeckém království cítila špatně, ale rychle se zapojila do sociální a charitativní činnosti. Zakládala nemocnice a školy, ale její pokus prosadit nový, dostupnější řecký překlad evangelií vyvolal nepokoje mezi náboženskými konzervativci.
Po atentátu na svého manžela v roce 1913 se Olga vrátila do Ruska. Když vypukla první světová válka, zřídila v Pavlovském paláci, který patřil jejímu bratrovi, vojenskou nemocnici. Po ruské revoluci v roce 1917 byla uvězněna v paláci, dokud nezasáhla dánská ambasáda, která jí umožnila uprchnout do Švýcarska. Olga se nemohla vrátit do Řecka, protože její syn, král Konstantin I. Řecký, byl sesazen.
V říjnu 1920 se vrátila do Athén kvůli smrtelné nemoci svého vnuka, krále Alexandra I. Řeckého. Po jeho smrti byla jmenována regentkou (v listopadu) až do nastoupení Konstantina I. následující měsíc na trůn. Po porážce Řeků v řecko-turecké válce v letech 1919–1922 byla řecká královská rodina opět deportována a Olga strávila poslední roky svého života ve Spojeném království, Francii a Itálii.
Je prababičkou bývalé španělské královny Sofie Markéty, britského krále Karla III. a také babičkou řeckého a dánského prince Filipa, manžela britské královny Alžběty II.

## Původ, mládí

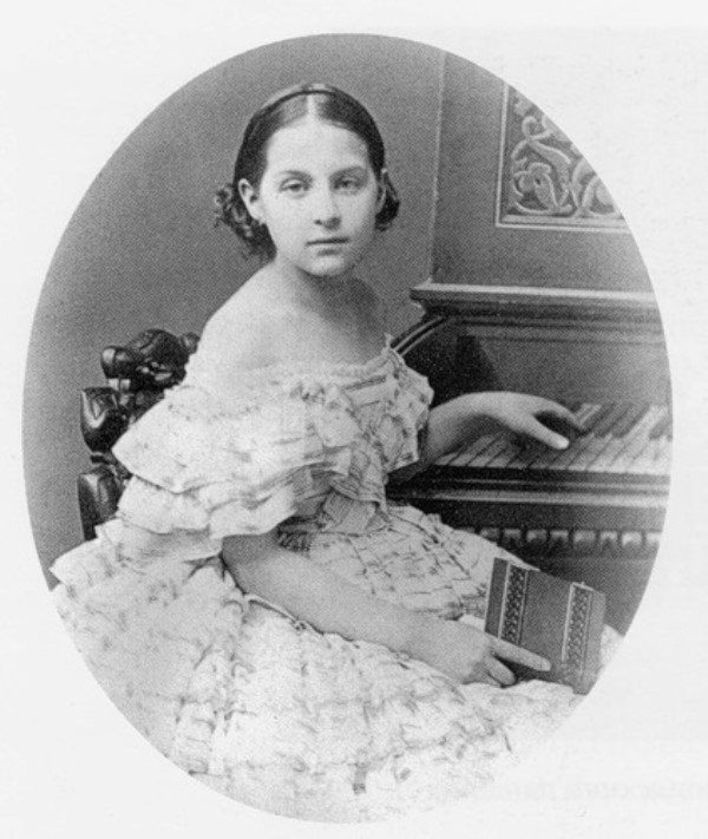
Velkokněžna Olga Konstantinovna, 1862

Olga se narodila 3. září 1851 v Pavlovském paláci u Petrohradu. Byla druhým dítětem a starší dcerou velkoknížete Konstantina Nikolajeviče a jeho manželky, velkokněžny Alexandry, bývalé princezny sasko-altenburské. Prostřednictvím svého otce byla Olga vnučkou cara Mikuláše I., neteří cara Alexandra II. a sestřenicí cara Alexandra III.
Dětství Olga prožila v otcových domech, včetně Pavlovského paláce a statků na Krymu. Její otec byl mladším bratrem Alexandra II. a její matka byla považována za jednu z nejinteligentnějších a nejelegantnějších žen u dvora. Olga si byla obzvláště blízká se svým starším bratrem Nikolajem a byla jedním z mála členů carské rodiny, kteří s ním udržovali kontakt i poté, co byl vypovězen do Taškentu.
Jako dítě byla Olga popisována jako prostá a baculatá holčička se širokým obličejem a velkýma modrýma očima. Na rozdíl od své mladší sestry Věry měla klidnou povahu, ale byla také velmi plachá. Například když se ji učitelé při vyučování dotazovali, rozplakala se a utekla ze třídy.

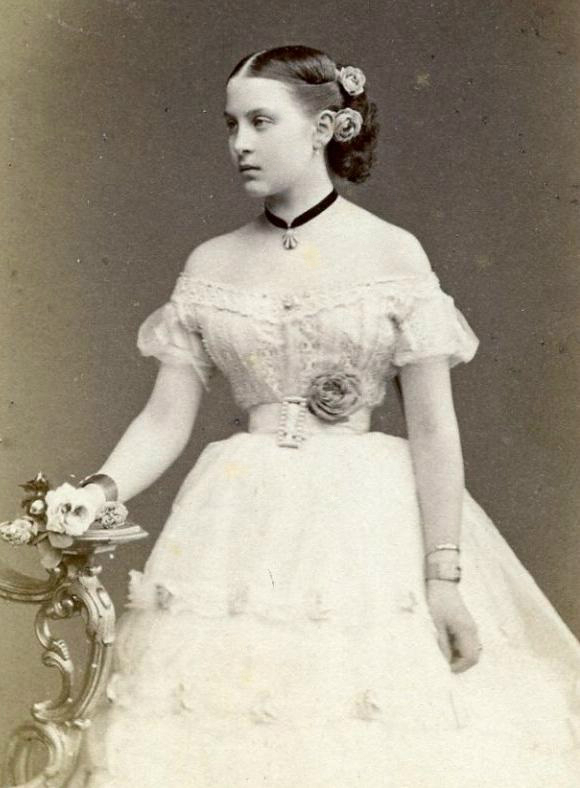
Velkokněžna Olga Konstantinovna, 1866

V roce 1862 byl velkokníže Konstantin Nikolajevič jmenován svým bratrem místokrálem ruského Polska a přestěhoval se s manželkou a dětmi do Varšavy. Pobyt v Polsku se ukázal být pro Konstantina obtížný, neboť se 3. července 1862 stal obětí nacionalistického atentátu. Přestože Konstantin zahájil program liberalizace a znovu zavedl polštinu jako úřední jazyk, polští nacionalisté nadále agitovali za reformy a Olžina matka se v roce 1863 vrátila s dětmi do Petrohradu. Těžké zážitky z Polska Olgu hluboce poznamenaly. Radikalizace separatistů přiměla cara, aby v srpnu odvolal svého bratra.

## Manželství
Mladý řecký král Jiří I. navštívil v roce 1863 Rusko, aby poděkoval Olžině strýci carovi Alexandrovi II. za jeho podporu při Jiřího zvolení na řecký trůn. Během této návštěvy se Jiří poprvé setkal s tehdy dvanáctiletou Olgou.
V roce 1867 Jiří znovu navštívil Rusko, aby se setkal se svou sestrou Dagmar, která se rok předtím provdala za careviče Alexandra (později Alexandra III.). Byl rozhodnutý najít si manželku a myšlenka na svazek s ruskou velkokněžnou, narozenou ve východní pravoslavné církvi, se mu zamlouvala. Olga se do Jiřího zamilovala, ale přesto byla úzkostná a rozrušená z myšlenky, že by měla opustit Rusko. Její otec se zpočátku zdráhal souhlasit s jejich sňatkem, protože se domníval, že v patnácti letech je příliš mladá, a protože měl k dceři blízko, obával se vzdálenosti mezi Řeckem a Ruskem. Velkokněžna Alexandra byla nadšenější než její manžel, a když si někteří členové carské rodiny všimli extrémního mládí její dcery, odpověděla, že Olga nebude vždy tak mladá. Nakonec bylo rozhodnuto, že se Olga a Jiří vezmou, až dosáhne šestnácti let. Mezitím bude až do svatebního dne pokračovat ve školní docházce.
Olga a Jiří se vzali v kapli Zimního paláce v Petrohradě 27. října 1867. Během následujících dvaceti let se jim narodilo osm dětí:
- Konstantin (2. srpna 1868 – 11. ledna 1923), následník trůnu, řecký král v letech 1913–1917 a 1920–1922, ⚭ 1889 Sofie Pruská (14. června 1870 – 13. ledna 1932)
- Jiří (24. června 1869 – 25. listopadu 1957), zmocněněc na Krétě, ⚭ 1907 Marie Bonapartová (2. července 1882 – 21. září 1962)
- Alexandra (30. srpna 1870 – 24. září 1891), ⚭ 1889 Pavel Alexandrovič (3. října 1860 – 30. ledna 1919), ruský velkokníže, zavražděn bolševiky
- Mikuláš (22. ledna 1872 – 8. února 1938), ⚭ 1902 Jelena Vladimirovna Ruská (17. ledna 1882 – 13. března 1957)
- Marie (3. března 1876 – 14. prosince 1940),
⚭ 1900 Georgij Michajlovič Romanov (23. srpna 1863 – 28. ledna 1919)
⚭ 1922 Perikles Ioannidis (1. listopadu 1881 – 7. února 1965)
- Olga (7. dubna 1881 – 2. listopadu 1881)
- Ondřej (2. února 1882 – 3. prosince 1944), ⚭ 1903 Alice z Battenbergu (25. února 1885 – 5. prosince 1969), otec Philipa Mountbattena, vévody z Edinburghu (manžela britské královny Alžběty II.);
- Kryštof (10. srpna 1888 – 21. ledna 1940),
⚭ 1920 Nonie May Stewart (20. ledna 1878 – 29. srpna 1923)
⚭ 1929 Františka Orleánská (25. prosince 1902 – 25. února 1953)

## Řecká královna

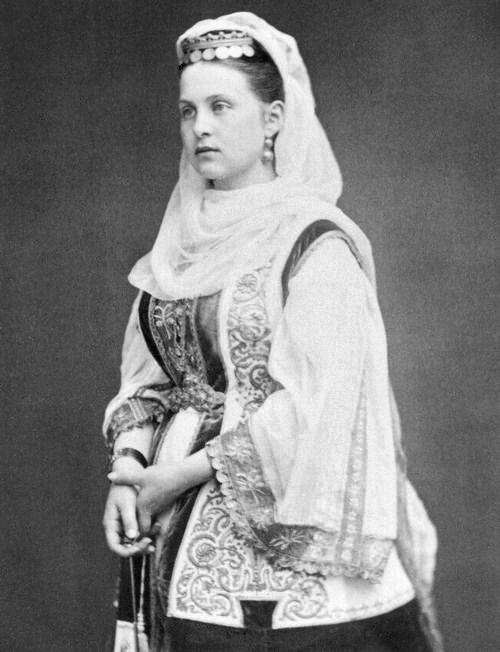
Řecká královna Olga v tradičním řeckém kroji, 1870

Car Olze řekl, aby „milovala svou novou zemi dvakrát více než svou vlastní," ale byla na nový život špatně připravena. Byla si vědoma svého mládí, a proto se rozhodla ponechat si služby guvernantky, aby mohla pokračovat ve vzdělávání. Po příjezdu do Pirea se Olga k radosti davu oblékla do modré a bílé barvy, národních barev Řecka. Na cestě do hlavního města došlo k takovým lidovým nepokojům, že Olga, která nebyla na podobné demonstrace zvyklá, měla blízko k slzám. Neuměla mluvit řecky a měla málo času na odpočinek, a tak se několik dní účastnila oficiálních akcí. Zdrcená Olga byla několik dní po příjezdu do království nalezena vzlykající pod schodištěm, jak se mazlí s plyšovým medvídkem, zatímco byla očekávána na slavnostní události. Za necelý rok se naučila řecky a anglicky. Na radu své matky se začala zajímat o archeologii a historii Řecka, aby si získala podporu veřejnosti.
Po celou dobu manželství byli Jiří I. a Olga sehraným párem a oproti převládajícím zvyklostem trávili hodně času se svými dětmi, které vyrůstaly ve vřelé rodinné atmosféře. S přibývajícím věkem se však Jiří I. se svými syny hádal a Olga litovala hádek, které rodinu pravidelně rozdělovaly. V soukromí spolu Olga a Jiří I. hovořili německy, protože to byl jediný jazyk, který oba v době sňatku ovládali. Se svými potomky mluvili převážně anglicky, ačkoli děti mezi sebou musely mluvit řecky a princ Ondřej odmítal se svými rodiči mluvit jinak než řecky.
Život královské rodiny byl poměrně klidný a uzavřený. Athénský dvůr nebyl tak nablýskaný a honosný jako petrohradský a dny v řeckém hlavním městě byly pro členy královské rodiny někdy monotónní. Na jaře a v zimě dělili čas mezi královský palác v Athénách a palác Tatoi na úpatí hory Parnitha. Léto trávili na dovolené ve francouzském Aix-les-Bains, na návštěvě příbuzných v ruském hlavním městě nebo v dánském Fredensborgu a Bernstorffu a odpočinkem v Mon Repos na Korfu.
Olze se po Rusku stále stýskalo. Její pokoj byl plný ikon z její vlasti a v zámecké kapli zpívala se svými dětmi slovanské písně. Často navštěvovala ruské lodě, které kotvily v Pireu, a zvala ruské námořníky do královského paláce. Byla jedinou ženou, která v té době zastávala funkci admirála, neboť ji do této hodnosti v ruském císařském námořnictvu jmenoval car Alexandr III. V řeckém námořnictvu byla poctěna tím, že po ní byla pojmenována loď.

### Charitativní činnosti

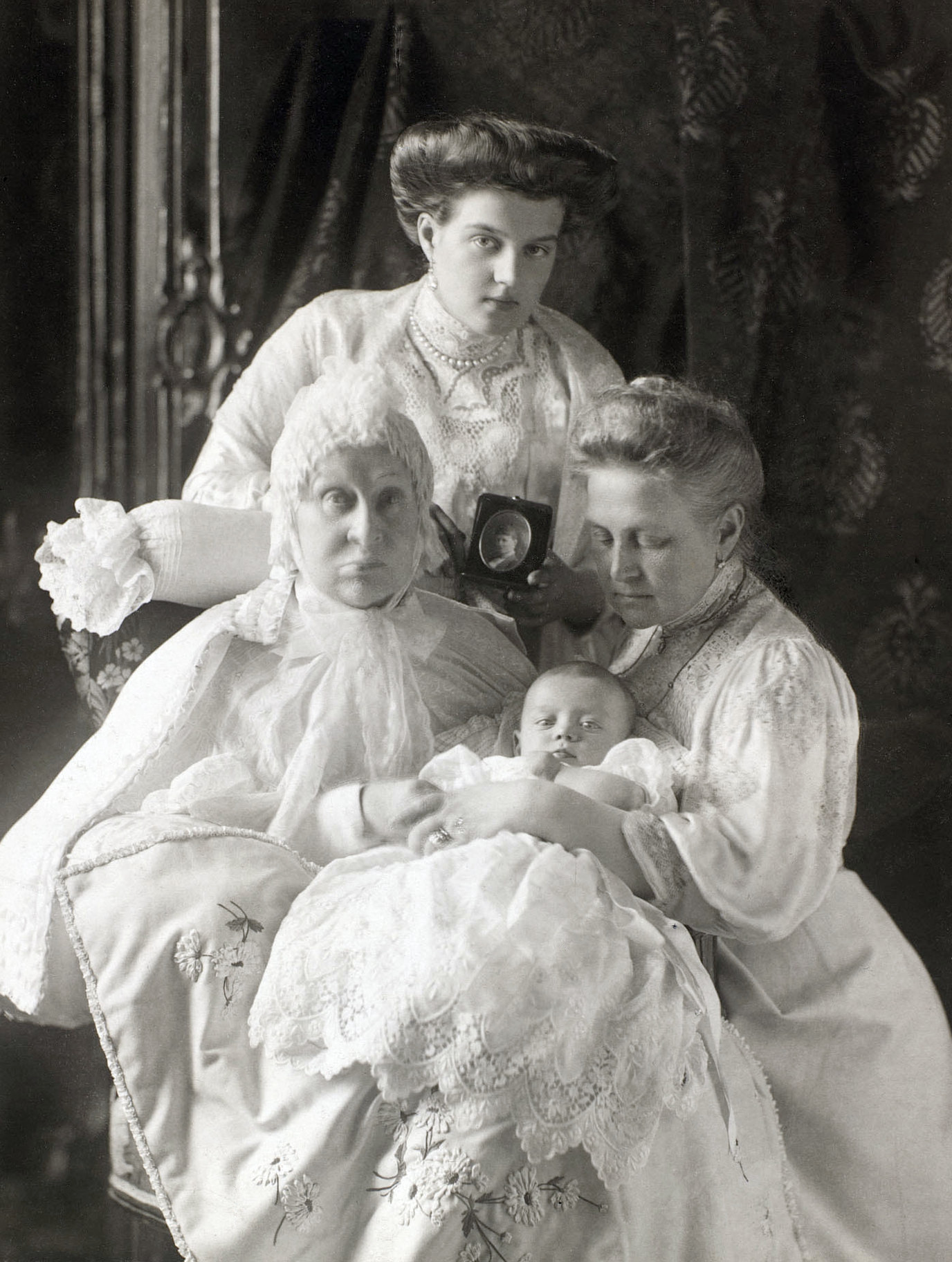
Řecká královna Olga se svou matkou velkokněžnou Alexandrou Josifovnou, vnučkou velkokněžnou Marií Pavlovnou a pravnukem princem Lennartem Švédským, 1909

Olga byla skutečně oblíbená a hojně se angažovala v charitativní činnosti. Po příjezdu do Athén patřil mezi její nejbližší mecenáše sirotčinec Amalieion, který založila předchozí královna Amálie Oldenburská, a dívčí škola Arsakeion na Univerzitním bulváru. Za její osobní podpory a podpory bohatých dárců byly vybudovány azyly pro nevyléčitelně nemocné a pro staré invalidy a sanatorium pro pacienty trpící souchotinami. Založila spolek na pomoc chudým, mateřskou školu pro děti chudých a vývařovnu v Pireu, která sloužila jako škola vaření pro chudé dívky a která byla později rozšířena na tkalcovskou školu pro dívky a starší ženy ve finanční tísni. Byla patronkou dvou vojenských nemocnic a obdarovala největší řeckou nemocnici Evangelismos v centru Athén. Na památku své dcery Alexandry, která zemřela v Moskvě v roce 1891, postavila v Pireu ruskou nemocnici. Ačkoli byla nemocnice určena především ruským námořníkům, byla otevřena všem námořníkům navštěvujícím Řecko. Olga také podporovala zakládání a financování nemocnic během konfliktů mezi Řeckem a jeho sousedy, včetně řecko-turecké války v roce 1897 a první balkánské války (1912-13). Za svou práci pro raněné byly Olga a její snacha korunní princezna Sofie v prosinci 1897 vyznamenány britskou královnou Viktorií Královským Červeným křížem.
Před Olžiným příchodem do Řecka neexistovaly oddělené věznice pro ženy a mladistvé a ona se zasloužila o zřízení ženské věznice v hlavním městě a s podporou bohatého filantropa George Averoffa i věznice pro mladistvé delikventy.
Krátce po porážce Řecka v řecko-turecké válce v roce 1897 stříleli v roce 1898 nespokojení Řekové na Olžina manžela a dceru. Navzdory neúspěšnému atentátu Olga trvala na tom, že bude pokračovat ve svých angažmá bez vojenské stráže. Její syn Mikuláš ve svých pamětech napsal, že jednou matce řekl o důležitosti veřejného mínění, a ona odvětila: „Raději, aby mi vládl dobře narozený lev než čtyři sta krys jako já.“ Zájem Olgy o politické a veřejné mínění byl omezený. Ačkoli upřednostňovala řeckou ruskou stranu, neměla na svého manžela žádný politický vliv a o politický vliv v řeckém parlamentu neusilovala.

## Královna vdova
V roce 1913 skončila první balkánská válka porážkou Osmanské říše koalicí řeckých, bulharských, srbských a černohorských vojsk. Řecko se na úkor Turecka výrazně rozšířilo, ale brzy se projevily rozpory mezi vítěznými mocnostmi v Balkánské lize: Aby potvrdil řeckou kontrolu nad hlavním městem Makedonie, přesunul se Jiří I. do města brzy po jeho osvobození. Stejně jako v Athénách se po Soluni pohyboval bez jakýchkoli významných ochranných sil a 18. března 1913 byl při odpolední procházce poblíž Bílé věže zastřelen Alexandrosem Schinasem. Olga, která prohlásila, že smrt jejího manžela byla „vůlí boží“, přijela do Soluně následujícího dne. Spolu s rodinou navštívila místo atentátu a doprovodila tělo krále do Athén. Byl pohřben na královském hřbitově v paláci Tatoi.
Nejstarší syn Jiřího a Olgy, Konstantin, se stal králem a jeho manželka Sofie Pruská novou královnou-chotí. Olga jako královna vdova dostala k dispozici křídlo v královském paláci, ale brzy se vrátila do rodného Ruska, aby trávila čas se svým mladším bratrem, velkoknížetem Konstantinem Konstantinovičem a jeho rodinou v jeho domě a Olžině rodišti, Pavlovském paláci.

### První světová válka
V srpnu 1914 byla Olga v Rusku, když vypukla první světová válka, v níž státy Dohody (Rusko, Británie a Francie) bojovaly proti centrálním mocnostem (Německo, Rakousko-Uhersko a Osmanská říše). Rozhodla se zůstat v Petrohradě a založit vojenskou nemocnici poblíž Pavlovska, aby podpořila ruské válečné úsilí, kde spolu se svou švagrovou, velkokněžnou Alžbětou Mavrikijevnou, pečovala o zraněné vojáky. Polní nemocnice na frontě založili i další členové carské rodiny, například princezna Helena a Olžina vnučka velkokněžna Marie Pavlovna. S pokračující válkou si Olga uvědomovala narůstající krizi v Rusku a v roce 1916 se pokusila varovat carevnu Alexandru před nebezpečím revoluce, ale ruská carevna ji odmítla vyslechnout. O několik týdnů později na sebe Olga přitáhla carevnin hněv poté, co podepsala petici žádající o milost pro svého vnuka, velkoknížete Dmitrije Pavloviče, který byl vypovězen na perskou frontu za účast na vraždě Alexandřina oblíbeného mystika Grigorije Rasputina.

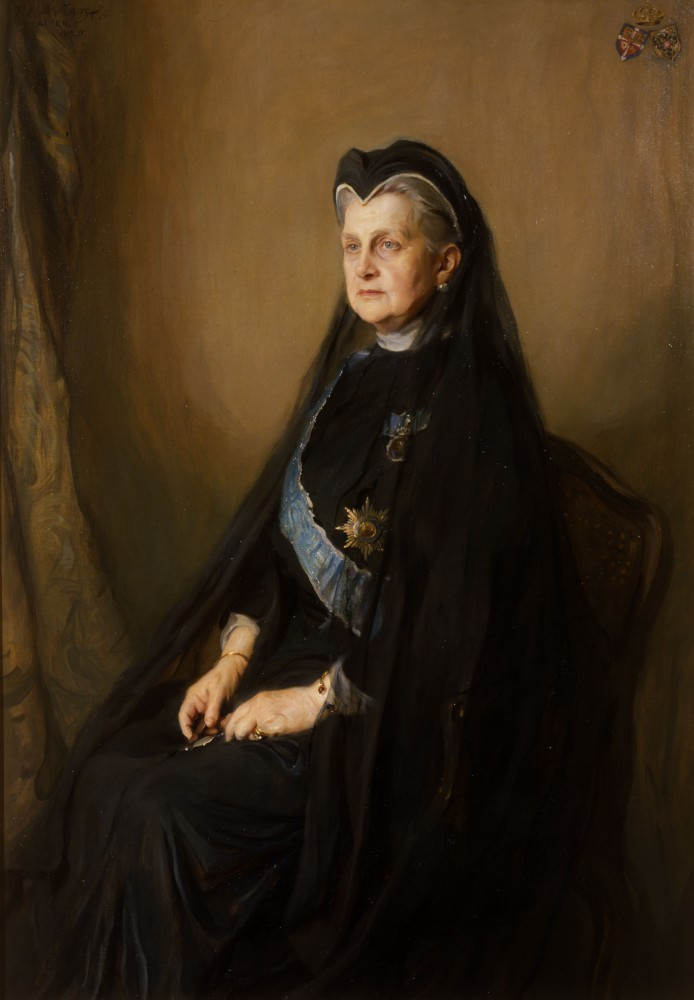
Řecká královna vdova Olga na portrétu Philipa de Lászla, 1914

Její nejstarší syn, řecký král Konstantin I., byl na rozdíl od Olgy rozhodnut dodržovat politiku neutrality. Jeho příbuzní z matčiny strany byli Rusové a jeho manželka byla sestrou německého císaře Viléma II. Jeho politika ho přivedla do konfliktu s premiérem Eleftheriosem Venizelem, který upřednostňoval spojence. Konstantin byl brzy obviněn z germanofilství a na athénskou vládu se v Londýně a Paříži pohlíželo s podezřením. V takzvaném národním schizmatu Venizelos založil paralelní vládu v Soluni, která byla v opozici vůči Konstantinovi.
Po pádu carského režimu v únoru 1917 odešla Olžina švagrová s rodinou z Pavlovska, ale Olga zůstala a brzy zůstala téměř sama, až na jednu mladou domácí Annu Jegorovovou (která po revoluci vstoupila do služeb řeckého prince Kryštofa a stala se guvernantkou jeho syna Michala). Při nedostatku jídla se obě ženy omezily na trochu suchého chleba namočeného v nekvalitním oleji. Jejich bezpečí nebylo zdaleka zajištěno a několik dní po Říjnové revoluci vtrhli do paláce bolševici a vyplenili ho. Olze se fyzicky nic nestalo, smířila se s tím, že musí opustit Rusko, ale bolševici ji odmítli pustit a diplomatická pomoc z Řecka se po národním rozkolu nedostavila. V červnu byl Konstantin sesazen a vyhoštěn do Švýcarska. Protože Spojenci si nepřáli zřízení řecké republiky ani nástupnictví korunního prince Jiřího po jeho otci, byl Konstantin na trůně nahrazen svým druhým synem Alexandrem, o němž se soudilo, že je Spojencům nakloněn více a je poddajnější než jeho starší bratr. Venizelos si udržel moc a stoupenci svrženého krále byli zatčeni nebo popraveni.

### První exil
Po několika měsících žádostí o pomoc vydala dánská legace v Rusku Olze pas, s nímž se v předvečer porážky Německa dostala na jeho území, kde se počátkem roku 1919 připojila ke svému nejstaršímu synovi a jeho rodině ve Švýcarsku. Ostatní členové ruské carské rodiny neunikli. Mezi zabitými byli car, carevna a jejich pět dětí, Olžini bratři velkoknížata Mikuláš a Dmitrij Konstantinovič, tři její synovci knížata Jan, Konstantin a Igor Konstantinovič a carevnina sestra velkokněžna Alžběta Fjodorovna.
Ve Švýcarsku se Konstantin I. a jeho rodina ocitli v izolaci a bez příjmů. Řecká vláda pod vedením Venizela nevyplácela bývalým panovníkům důchody a zakázala jakýkoli kontakt mezi vyhnanci a králem Alexandrem. Již tak chatrné zdraví bývalého krále postupně stále více deprimovalo. Ruská revoluce a národní schizma připravily Olgu o nemovitý majetek a ona byla nucena žít mnohem méně okázalým způsobem života než v minulosti. Ráda však trávila více času se svými syny a vnoučaty, od nichž ji na dlouhou dobu oddělila válka.

### Regentství
2. října 1920 kousla krále Alexandra při procházce zahradami v Tatoi opice. Rána se zanítila a Alexandr dostal sepsi. Dne 19. října začal blouznit a volal svou matku, ale řecká vláda odmítla povolit královně Sofii návrat do Řecka. V obavách o svého syna a s vědomím, že jeho babička je jedinou další královskou osobou, která má stále přízeň venizielistů, požádala Sofie Olgu, aby odjela do Athén a postarala se o Alexandra. Po několikadenním vyjednávání vdova královna získala povolení k návratu do Řecka, ale kvůli rozbouřenému moři dorazila až dvanáct hodin po vnukově smrti 25. října.. 29. října byl Alexandr pohřben v Tatoi; Olga byla jediným členem královské rodiny na pohřbu.
Vláda Eleftheriose Venizela, který se stále stavěl proti návratu Konstantina I. a prince Jiřího, nabídla trůn Konstantinovu třetímu synovi, princi Pavlovi, který odmítl nastoupit na trůn před svým otcem a starším bratrem, pokud ho referendum neurčí hlavou státu. Jen několik dní po Alexandrově smrti byl však Venizelos poražen ve všeobecných volbách. Dne 17. listopadu odešel admirál Pavlos Kountouriotis, regent od Alexandrovy smrti, do důchodu a nový premiér Dimitrios Rallis požádal Olgu, aby se ujala regentství. Funkci regentky vykonávala asi měsíc, dokud se 19. prosince po referendu v jeho prospěch nevrátil na trůn její syn Konstantin.

### Druhý exil
Konstantin I. se vrátil na trůn po 18 měsících řecko-turecké války, která začala v květnu 1919. V září 1921 znamenala řecká porážka v bitvě u Sakarye začátek řeckého ústupu z Anatolie. Odpor spojenců vůči Konstantinově politice během první světové války zabránil Athénám získat podporu zvenčí. Mustafa Kemal Atatürk, nový vůdce Turecka, získal zpět Smyrnu a východní Thrákii, které Athény anektovaly na konci první světové války.

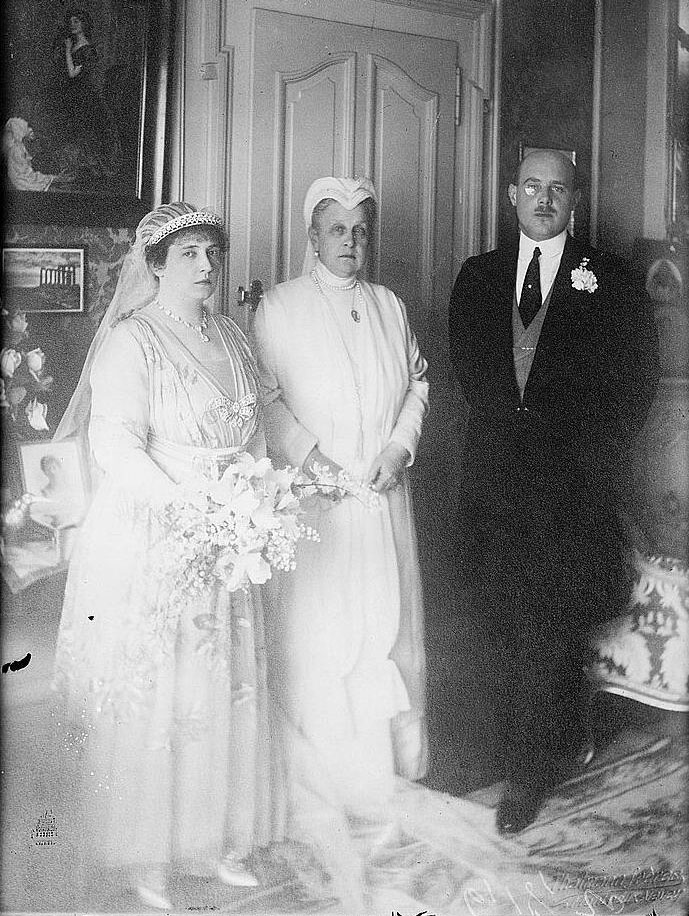
Řecká královna vdova Olga se svým synem, princem Kryštofem, a jeho první ženou princeznou Anastázií, 1920

Po převratu, který provedli nespokojení vojenští důstojníci, Konstantin I. 27. září 1922 podruhé abdikoval. Spolu s několika dalšími členy rodiny, včetně královny Olgy, odešel do italského exilu a na trůně ho na několik měsíců vystřídal jeho nejstarší syn Jiří II. Během několika měsíců Konstantin v Itálii zemřel. Jeden z Olžiných synů, princ Ondřej, byl mezi těmi, které nový režim zatkl. Mnoho obžalovaných v procesech s velezrádci, které následovaly po převratu, bylo zastřeleno, včetně vysoce postavených politiků a generálů. Zahraniční diplomaté se domnívali, že i Ondřej je ve smrtelném nebezpečí, a Jiří V. z Velké Británie, Alfons XIII. ze Španělska, francouzský prezident Raymond Poincaré a papež Pius XI. vyslali do Athén své zástupce, aby se za něj přimluvili. Ondřej byl sice ušetřen, ale byl doživotně vypovězen a jeho rodina (včetně malého prince Philipa, pozdějšího vévody z Edinburghu a manžela královny Alžběty II.) uprchla v prosinci 1922 do exilu na palubě britského křižníku HMS Calypso.
Na rozdíl od svých dětí a vnuků dostávala Olga od vlády druhé řecké republiky penzi, ale vydržovala si tolik věrných starých služebníků, kteří s ní uprchli z Řecka, že jí na pokrytí vlastních výdajů obvykle nezbývalo mnoho peněz. Mohla se však spolehnout na podporu své rodiny, roztroušené po celé západní Evropě. Ve Spojeném království se dělila o čas mezi Spencer House v Londýně, sídlo svého nejmladšího syna, prince Kryštofa, Regent's Park, kde si její dcera, velkovévodkyně Marie, pronajímala sídlo, Sandringham House, sídlo své švagrové, královny Alexandry, a Windsorský hrad a Buckinghamský palác, kde jí její synovec, král Jiří V., propůjčil byty. 

### Pozdější léta života a smrt
Poslední roky života Olgy byly poznamenány špatným zdravotním stavem. Kulhání ji upoutalo na invalidní vozík a několikrát pobývala v Paříži, aby se podrobila léčbě očí. Její špatný zrak způsobil Jiřímu V. pobavení, když si Olga spletla sochu nahé Lady Godivy se sochou královny Viktorie. Stále závislejší Olga se nakonec usadila u svého nejmladšího syna, prince Kryštofa, krátce po smrti jeho první manželky, princezny Anastázie, v roce 1923.  Olga zemřela 18. června 1926 buď v Kryštofově vile Anastázie v Římě, nebo v Pau ve Francii.
Přestože v Řecku vládl republikánský režim, Olga se stále těšila velké úctě a republikánská vláda v Athénách nabídla, že zaplatí její pohřeb a převeze její ostatky do Řecka. Její děti nicméně tuto nabídku odmítly a raději ji pohřbily v Itálii vedle jejího syna Konstantina I., jehož tělo Řecko odmítlo přijmout. 22. června 1926 se konal její pohřeb v pravoslavném chrámu v Římě a následujícího dne byla uložena do krypty ruského kostela ve Florencii. 17. listopadu 1936 byla po obnovení řecké monarchie v roce 1935 znovu pohřbena v Tatoi.

## Vývod z předků
|                           |                                         |  |                                              |                                       |  |  |  |  |  |  |  | Petr III. Ruský |
|                           |                                         |  |                                              |                                       |  |  |  |  |  |  |  |                 |
|                           | Pavel I. Ruský                          |  |                                              |                                       |  |  |  |  |  |  |  |                 |
|                           |                                         |  |                                              |                                       |  |  |  |  |  |  |  |                 |
|                           |                                         |  |                                              | Kateřina II. Veliká                   |  |  |  |  |  |  |  |                 |
|                           |                                         |  |                                              |                                       |  |  |  |  |  |  |  |                 |
|                           | Mikuláš I. Pavlovič                     |  |                                              |                                       |  |  |  |  |  |  |  |                 |
|                           |                                         |  |                                              |                                       |  |  |  |  |  |  |  |                 |
|                           |                                         |  |                                              | Fridrich II. Evžen Württemberský      |  |  |  |  |  |  |  |                 |
|                           |                                         |  |                                              |                                       |  |  |  |  |  |  |  |                 |
|                           | Žofie Dorota Württemberská              |  |                                              |                                       |  |  |  |  |  |  |  |                 |
|                           |                                         |  |                                              |                                       |  |  |  |  |  |  |  |                 |
|                           |                                         |  |                                              | Bedřiška Braniborsko-Schwedtská       |  |  |  |  |  |  |  |                 |
|                           |                                         |  |                                              |                                       |  |  |  |  |  |  |  |                 |
|                           | Konstantin Nikolajevič Ruský            |  |                                              |                                       |  |  |  |  |  |  |  |                 |
|                           |                                         |  |                                              |                                       |  |  |  |  |  |  |  |                 |
|                           |                                         |  |                                              | Fridrich Vilém II.                    |  |  |  |  |  |  |  |                 |
|                           |                                         |  |                                              |                                       |  |  |  |  |  |  |  |                 |
|                           | Fridrich Vilém III.                     |  |                                              |                                       |  |  |  |  |  |  |  |                 |
|                           |                                         |  |                                              |                                       |  |  |  |  |  |  |  |                 |
|                           |                                         |  |                                              | Frederika Luisa Hesensko-Darmstadtská |  |  |  |  |  |  |  |                 |
|                           |                                         |  |                                              |                                       |  |  |  |  |  |  |  |                 |
|                           | Šarlota Pruská                          |  |                                              |                                       |  |  |  |  |  |  |  |                 |
|                           |                                         |  |                                              |                                       |  |  |  |  |  |  |  |                 |
|                           |                                         |  |                                              | Karel II. Meklenbursko-Střelický      |  |  |  |  |  |  |  |                 |
|                           |                                         |  |                                              |                                       |  |  |  |  |  |  |  |                 |
|                           | Luisa Meklenbursko-Střelická            |  |                                              |                                       |  |  |  |  |  |  |  |                 |
|                           |                                         |  |                                              |                                       |  |  |  |  |  |  |  |                 |
|                           |                                         |  |                                              | Frederika Hesensko-Darmstadtská       |  |  |  |  |  |  |  |                 |
|                           |                                         |  |                                              |                                       |  |  |  |  |  |  |  |                 |
| Olga Konstantinovna Ruská |                                         |  |                                              |                                       |  |  |  |  |  |  |  |                 |
|                           |                                         |  |                                              |                                       |  |  |  |  |  |  |  |                 |
|                           |                                         |  | Arnošt Fridrich III. Sasko-Hildburghausenský |                                       |  |  |  |  |  |  |  |                 |
|                           |                                         |  |                                              |                                       |  |  |  |  |  |  |  |                 |
|                           | Fridrich Sasko-Altenburský              |  |                                              |                                       |  |  |  |  |  |  |  |                 |
|                           |                                         |  |                                              |                                       |  |  |  |  |  |  |  |                 |
|                           |                                         |  |                                              | Ernestina Sasko-Výmarská              |  |  |  |  |  |  |  |                 |
|                           |                                         |  |                                              |                                       |  |  |  |  |  |  |  |                 |
|                           | Josef Sasko-Altenburský                 |  |                                              |                                       |  |  |  |  |  |  |  |                 |
|                           |                                         |  |                                              |                                       |  |  |  |  |  |  |  |                 |
|                           |                                         |  |                                              | Karel II. Meklenbursko-Střelický      |  |  |  |  |  |  |  |                 |
|                           |                                         |  |                                              |                                       |  |  |  |  |  |  |  |                 |
|                           | Šarlota Georgina Meklenbursko-Střelická |  |                                              |                                       |  |  |  |  |  |  |  |                 |
|                           |                                         |  |                                              |                                       |  |  |  |  |  |  |  |                 |
|                           |                                         |  |                                              | Frederika Hesensko-Darmstadtská       |  |  |  |  |  |  |  |                 |
|                           |                                         |  |                                              |                                       |  |  |  |  |  |  |  |                 |
|                           | Alexandra Sasko-Altenburská             |  |                                              |                                       |  |  |  |  |  |  |  |                 |
|                           |                                         |  |                                              |                                       |  |  |  |  |  |  |  |                 |
|                           |                                         |  |                                              | Fridrich II. Evžen Württemberský      |  |  |  |  |  |  |  |                 |
|                           |                                         |  |                                              |                                       |  |  |  |  |  |  |  |                 |
|                           | Ludvík Württemberský                    |  |                                              |                                       |  |  |  |  |  |  |  |                 |
|                           |                                         |  |                                              |                                       |  |  |  |  |  |  |  |                 |
|                           |                                         |  |                                              | Bedřiška Braniborsko-Schwedtská       |  |  |  |  |  |  |  |                 |
|                           |                                         |  |                                              |                                       |  |  |  |  |  |  |  |                 |
|                           | Amálie Württemberská                    |  |                                              |                                       |  |  |  |  |  |  |  |                 |
|                           |                                         |  |                                              |                                       |  |  |  |  |  |  |  |                 |
|                           |                                         |  |                                              | Karel Kristián Nasavsko-Weilburský    |  |  |  |  |  |  |  |                 |
|                           |                                         |  |                                              |                                       |  |  |  |  |  |  |  |                 |
|                           | Jindřiška Nasavsko-Weilburská           |  |                                              |                                       |  |  |  |  |  |  |  |                 |
|                           |                                         |  |                                              |                                       |  |  |  |  |  |  |  |                 |
|                           |                                         |  |                                              | Karolína Oranžsko-Nasavská            |  |  |  |  |  |  |  |                 |
|                           |                                         |  |                                              |                                       |  |  |  |  |  |  |  |                 |

## Galerie

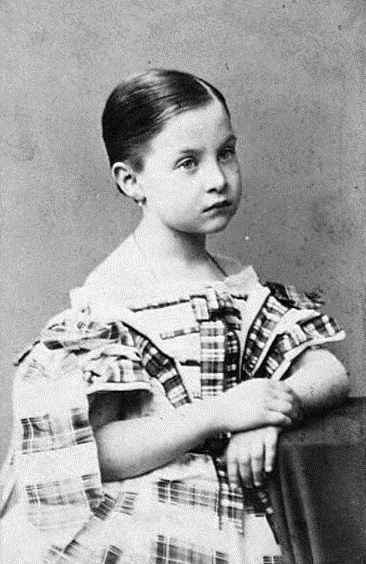
Velkokněžna Olga v roce 1861
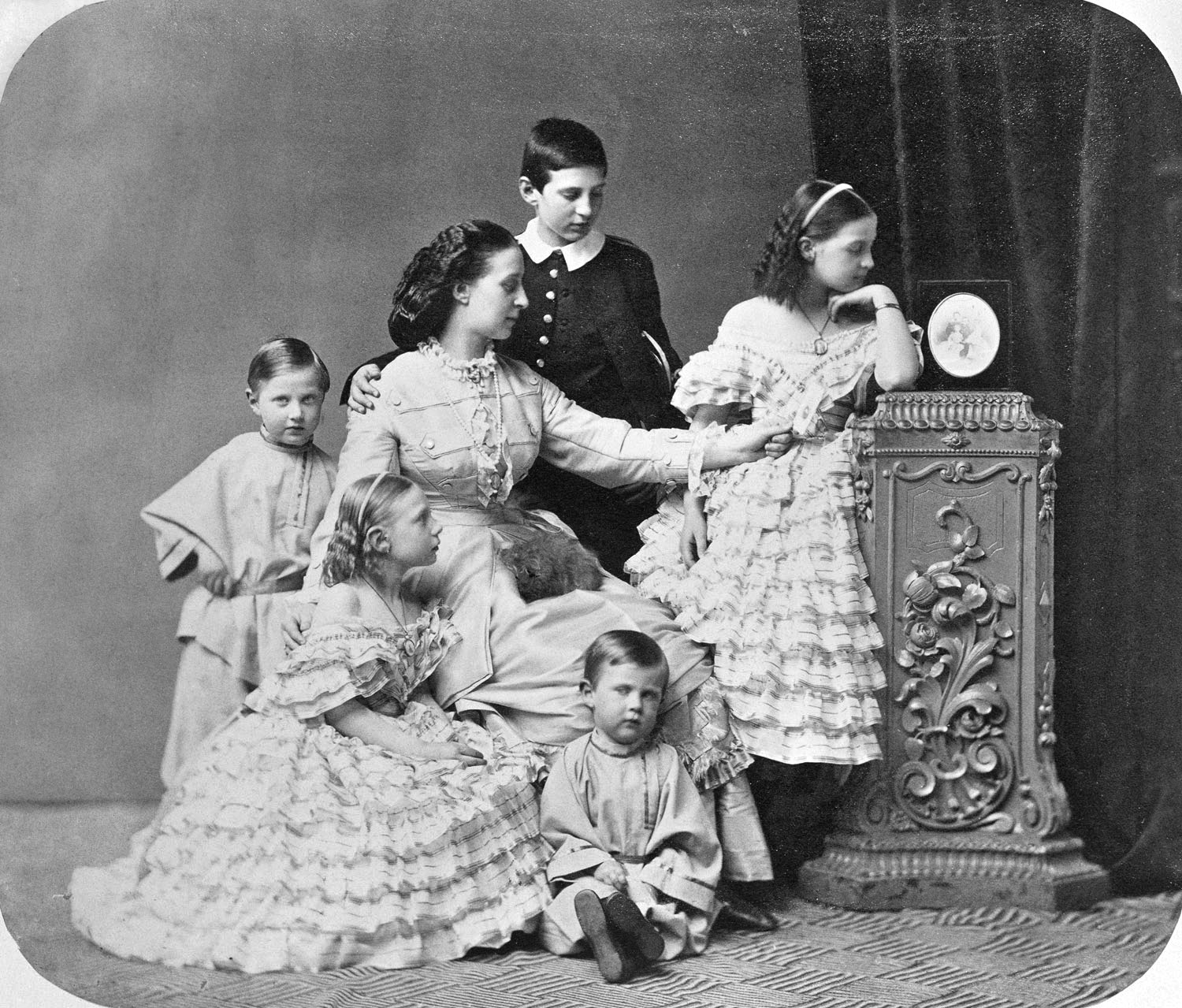
Olga Konstantinovna (stojící vpravo) se svou matkou Alexandrou Josifovnou a se svými sourozenci (1861)
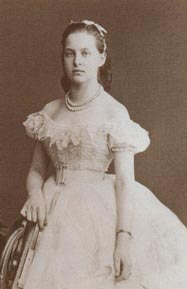
Olga Konstantinovna v roce 1867
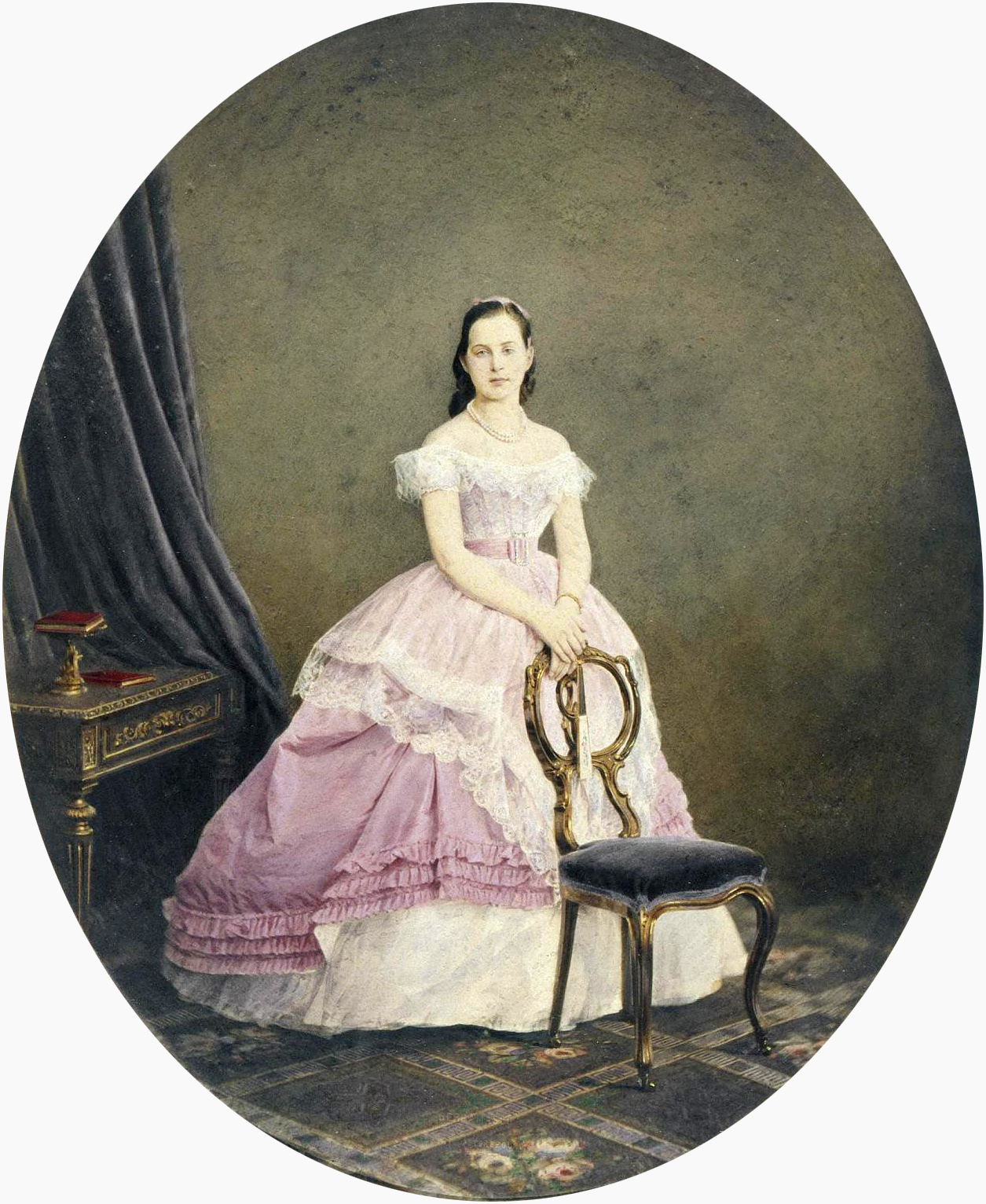
Portrét velkokněžny Olgy Konstantinovny z roku 1867
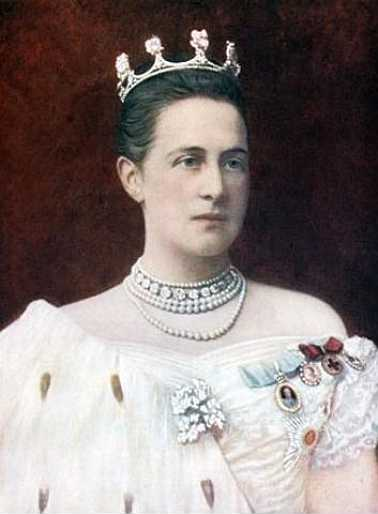
Královna Olga
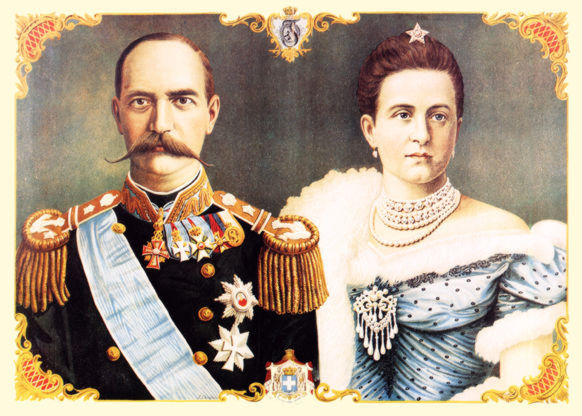
Královský pár v roce 1903
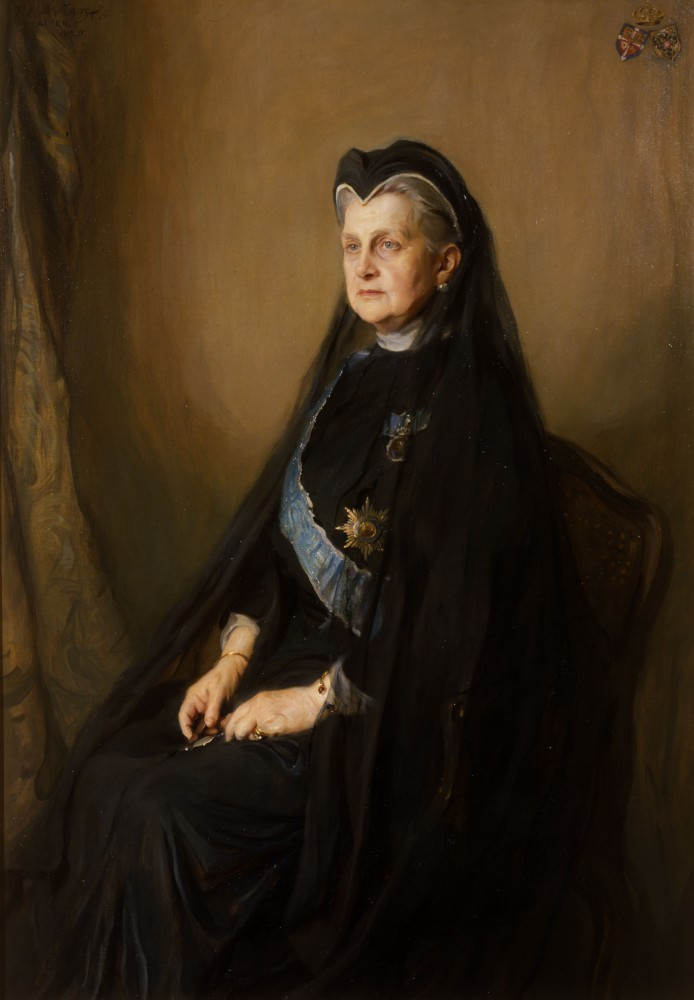
Královna-vdova v roce 1914
Standarta královny Olgy